# شقاء يفعية
الشَّقَّاءُ اليَفَعِيَّة (باللاتينية: Bifidobacterium adolescentis) نوع من بكتيريا لاهوائية موجودة في القناة الهضمية للإنسان والرئيسيات الأخرى. هي واحدة من أكثر أنواع الشقاوات انتشارًا ووفرة الموجودة في البشر واليافعين.